# Locash
Locash är en svensk komediserie som visas på ZTV. Första säsongen visades våren 2008 och bestod av 8 avsnitt. En andra säsong med 8 nya avsnitt började visas i september 2008. En tredje säsong gick på ZTV under våren 2009.

## Handling
I centrum står fotbollshuliganen Tobbe och crust-hiphopparen Kakan som bor i en av Stockholms södra förorter. Serien följer deras äventyr med att försöka klara sig igenom livet så slappt och billigt som möjligt. 

## Skådespelare
- Kakan Hermansson - Kakan
- Tobbe Bergwall - Tobbe

### Gästskådespelare
- Gabriel Odenhammar - Bulten, säsong 2
- Dilnarin Demirbag - Dee, säsong 1, 2
- D-Flex - sig själv, säsong 1
- Felipe Leiva Wenger - Lilla Al-Fadji, säsong 2